# 大相撲令和5年1月場所
大相撲令和5年1月場所（おおずもうれいわごねん1がつばしょ）は、2023年（令和5年）1月8日から1月22日までの15日間、東京都墨田区の国技館（両国国技館）で開催された大相撲本場所である。

## 概要
1月場所に関する時系列
2022年（令和4年）12月26日に番付が発表され、大関以上は東横綱の照ノ富士と西大関の貴景勝のみとなり、1横綱1大関になった。1横綱1大関のみとなるのは1898年（明治31年）1月に行われた春場所以来で125年ぶりとなった。また、4関脇4小結となるのは61年ぶりとなる。
2023年（令和5年）1月6日、東横綱の照ノ富士が休場することを発表した。これにより、西大関の貴景勝が番付における最高位になるという異例の場所となった。

## 番付・星取表
※赤文字は優勝力士の成績。

### 幕内
| 東方   | 東方      | 東方     | 番付     | 西方     | 西方       | 西方        |
| 備考   | 成績      | 力士名   | 番付     | 力士名   | 成績       | 備考        |
| ------ | --------- | -------- | -------- | -------- | ---------- | ----------- |
|        | 全休      | 照ノ富士 | 横綱大関 |          |            |             |
|        |           |          | 大関     | 貴景勝   | 12勝3敗    |             |
|        | 9勝6敗    | 若隆景   | 関脇     | 豊昇龍   | 8勝7敗     |             |
| 再関脇 | 1勝5敗9休 | 髙安     | 関脇     | 正代     | 6勝9敗     | 関脇陥落    |
| 技能賞 | 11勝4敗   | 霧馬山   | 小結     | 琴ノ若   | 8勝7敗     | 新小結      |
| 再小結 | 5勝10敗   | 明生     | 小結     | 若元春   | 9勝6敗     | 新小結      |
|        | 8勝7敗    | 翔猿     | 前頭1    | 大栄翔   | 10勝5敗    |             |
|        | 7勝8敗    | 御嶽海   | 前頭2    | 玉鷲     | 9勝6敗     |             |
|        | 8勝7敗    | 阿炎     | 前頭3    | 翠富士   | 6勝9敗     |             |
|        | 4勝11敗   | 錦富士   | 前頭4    | 佐田の海 | 6勝9敗     |             |
|        | 9勝6敗    | 竜電     | 前頭5    | 錦木     | 9勝6敗     |             |
|        | 7勝8敗    | 北勝富士 | 前頭6    | 妙義龍   | 6勝9敗     |             |
|        | 全休      | 逸ノ城   | 前頭7    | 宇良     | 7勝8敗     |             |
|        | 10勝5敗   | 阿武咲   | 前頭8    | 王鵬     | 4勝11敗    |             |
|        | 6勝9敗    | 隆の勝   | 前頭9    | 遠藤     | 9勝6敗     |             |
|        | 8勝7敗    | 碧山     | 前頭10   | 平戸海   | 8勝7敗     |             |
|        | 5勝10敗   | 千代翔馬 | 前頭11   | 栃ノ心   | 2勝3敗10休 |             |
|        | 7勝8敗    | 輝       | 前頭12   | 隠岐の海 | 0勝6敗1休  | 7日目に引退 |
| 敢闘賞 | 11勝4敗   | 琴勝峰   | 前頭13   | 琴恵光   | 7勝8敗     |             |
|        | 10勝5敗   | 一山本   | 前頭14   | 東龍     | 9勝6敗     |             |
| 再入幕 | 7勝8敗    | 剣翔     | 前頭15   | 水戸龍   | 7勝8敗     | 再入幕      |
|        | 8勝7敗    | 宝富士   | 前頭16   | 千代丸   | 4勝11敗    | 再入幕      |

### 十両
| 東方   | 東方      | 東方     | 番付   | 西方   | 西方    | 西方   |
| 備考   | 成績      | 力士名   | 番付   | 力士名 | 成績    | 備考   |
| ------ | --------- | -------- | ------ | ------ | ------- | ------ |
|        | 3勝12敗   | 天空海   | 十両1  | 武将山 | 9勝6敗  |        |
|        | 9勝6敗    | 北青鵬   | 十両2  | 大奄美 | 5勝10敗 |        |
|        | 3勝8敗4休 | 熱海富士 | 十両3  | 欧勝馬 | 7勝8敗  |        |
|        | 9勝6敗    | 東白龍   | 十両4  | 炎鵬   | 7勝8敗  |        |
|        | 11勝4敗   | 金峰山   | 十両5  | 荒篤山 | 4勝11敗 |        |
|        | 4勝11敗   | 美ノ海   | 十両6  | 大翔鵬 | 12勝3敗 |        |
|        | 10勝5敗   | 千代の国 | 十両7  | 栃武蔵 | 4勝11敗 |        |
|        | 5勝10敗   | 志摩ノ海 | 十両8  | 北の若 | 5勝10敗 |        |
|        | 9勝6敗    | 狼雅     | 十両9  | 英乃海 | 8勝7敗  |        |
|        | 9勝6敗    | 豪ノ山   | 十両10 | 照強   | 5勝10敗 |        |
|        | 5勝10敗   | 千代栄   | 十両11 | 島津海 | 9勝6敗  |        |
|        | 7勝8敗    | 貴健斗   | 十両12 | 朝乃山 | 14勝1敗 | 再十両 |
| 新十両 | 12勝3敗   | 湘南乃海 | 十両13 | 魁勝   | 5勝10敗 |        |
|        | 9勝6敗    | 對馬洋   | 十両14 | 白鷹山 | 9勝6敗  | 再十両 |

## 優勝争い
9日目に幕内にて最速で勝ち越したのは、大関・貴景勝であった。2敗で平幕・阿武咲と琴勝峰が追う形となった。
11日目には、阿武咲と琴勝峰の2敗同士の直接対決があり、阿武咲が勝利。一方、貴景勝は琴ノ若に敗れ、2敗に後退。
さらに12日目に、貴景勝は霧馬山にすくい投げで敗れ、3敗に後退。この時点で2敗を守っていた阿武咲が単独トップとなり、3敗で貴景勝と琴勝峰が追う形に変わった。
13日目の結びの一番で貴景勝と阿武咲の直接対決が組まれ、貴景勝が必死の相撲の末、押し出しで勝利。これにより、3敗で三人が並ぶこととなった。
14日目に、阿武咲は霧馬山に敗れ、4敗に後退。琴勝峰が大栄翔を破り、3敗をキープする。貴景勝は豊昇龍を破り、こちらも3敗を守った。
千秋楽は、結びの一番に貴景勝と琴勝峰の3敗同士の直接対決が組まれた。貴景勝がすくい投げで琴勝峰を破り、12勝3敗、13場所ぶり3度目の優勝を決めた。

## 備考
・2022年11月場所を角番で臨んだ大関・正代直也が負け越したため、当場所より関脇への陥落が確定し、また、関脇に陥落して大関特例復帰挑戦場所となっていた御嶽海久司が10勝を挙げられず、逆に6勝9敗と負け越して大関復帰が完全に断たれ、更に大関への新規昇進力士も居ないため、横綱・照ノ富士春雄が当場所より横綱大関として番付上で大関を兼ねることとなった。
・三賞は、自身初の三役での二桁勝利を挙げた霧馬山が初の技能賞を受賞。
敢闘賞は琴勝峰が無条件で受賞。阿武咲は千秋楽勝利を条件に受賞対象となったが、反則負けにより、受賞を逃した。
殊勲賞は琴勝峰が貴景勝に勝利し、優勝することを条件に受賞対象となったが、こちらも貴景勝に敗れたことにより、受賞を逃した。
・大関での優勝は、令和3年夏場所の照ノ富士以来、10場所ぶりとなった。
・14日目には新三役の若元春と、関脇・若隆景がそろって勝ち越しを決め、兄弟三役が同日に勝ち越すということが注目された。
・十両は、元大関の朝乃山が初日から10連勝。11日目に大翔鵬に敗れ、金峰山と並ばれたものの、13日目の直接対決で朝乃山が辛くも勝利し、単独トップとなった。14日目に朝乃山が勝利、金峰山が敗れたことにより、朝乃山の十両優勝が決まった。